# CETME C2
El CETME C2 (llamado también CB-64) es un subfusil español basado en el Sterling L2A3 británico. Es accionado por retroceso y dispara a cerrojo abierto los cartuchos 9 x 23 Largo y 9 x 19 Parabellum. Diseñado en la década de 1960, el C2 tiene varias características de seguridad notables y más tarde reemplazó al Star Modelo Z-45 durante esa década, siendo a su vez reemplazado por el HK MP5 y el Star Modelo Z-84.

## Diseño
El CETME C2 tiene un diseño muy similar al del Sterling, pero ninguna de sus piezas es intercambiable con las del Sterling. Dispara a cerrojo abierto y usualmente está equipado con un cargador recto de 30 o 32 cartuchos, con el brocal del cargador formando un ligero ángulo respecto al cajón de mecanismos. El cajón de mecanismos tiene un acabado de pintura cuarteada similar al del Sterling y el Star Modelo Z-62. Su culata es plegable, con la cantonera sujetándola debajo del cajón de mecanismos cuando no se utiliza. El seguro-selector del C2 tiene tres posiciones: Seguro, Tiro (modo semiautomático) y Ráfaga (modo automático).
El cerrojo del C2 tiene entalles helicoidales, además de varias características de seguridad. El percutor no está unido a este para evitar disparos accidentales y puede activarse mediante una palanca situada dentro del cerrojo, que solamente sobresale una vez que el cerrojo cierra la recámara. El cerrojo no está unido a la manija de amartillado, por lo tanto esta no se moverá como la del Sterling. Esto actúa como un seguro del cerrojo, en caso de que este avance por accidente. En el conjunto del gatillo también hay una cuña que interfiere con el cerrojo en caso de que esto suceda, pudiendo ocultarse la cuña al presionar o mantener presionado el gatillo. Este mecanismo se emplea cuando no está activado el seguro.
Los mecanismos de puntería son un alza pivotante, con una abertura en V para alcance de 46 m y una abertura circular para alcance de 91 m, y un punto de mira cuadrangular.
La ubicación de sus piezas internas sigue siendo muy similar a las del Sterling, pero no son intercambiables con este.  

## Historia y desarrollo

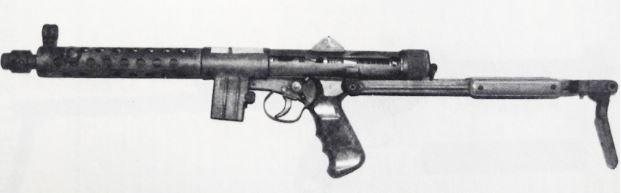
Prototipo del CETME CB-61, con brocal del cargador vertical.

El CB-64 fue desarrollado por la empresa armera estatal Centro de Estudios Técnicos de Materiales Especiales (CETME), siendo Joaquín de la Calzada de Bayo el diseñador jefe del proyecto. A fines de la década de 1950, el subfusil español estándar Star Modelo Z-45, que había sido diseñado durante la Segunda Guerra Mundial, se había vuelto obsoleto en compración con las armas de la época. Por lo que a comienzos de la década de 1960 se diseñó el primer prototipo, que fue designado CB-61 (Calzada Bayo-61) por el apellido de su diseñador. Estaba basado en el Sterling L2A3, pero tenía un brocal del cargardor vertical en lugar de uno horizontal como los del CETME C2 y el Sterling. Durante los años siguientes, el CB-61 fue mejorado y dio origen al CB-64.
El CB-64 fue originalmente calibrado para el cartucho 9 x 23 Largo, pero las versiones de exportación se calibraron para el 9 x 19 Parabellum porque pocos países empleaban el 9 x 23 Largo en aquel entonces. Cuando el CB-64 entró en producción para las Fuerzas Armadas españolas, fue designado CETME C2 según el sistema de designación de CETME. El CETME C2 fue producido en cantidades limitadas, porque España ya había ordenado subfusiles a STAR, Bonifacio Echeverría S.A.. La producción del CETME C2 cesó en la década de 1970, siendo reemplazado por el Star Modelo Z-84 y, principalmente, por el HK MP5 de tercera generación. Todavía hay un pequeño número de subfusiles CETME C2 que son empleados por unidades de retaguardia.